# Anna Rydstedt
Anna Viola Magdalena Rydstedt, född 22 april 1928 i Ventlinge på Öland, död 4 juli 1994 i Täby,  var en svensk författare och poet. Rydstedt räknades som medlem av Lundaskolan.

## Biografi
Rydstedt växte upp på en lantgård i Ventlinge på södra Öland. Efter en skilsmässa vid 24 års ålder och med två små barn drev modern ensam lantbruket. Efter korrespondensstudier flyttade Rydstedt som 18-åring till Lund för vidare gymnasiestudier vid Spyken, där hon tog studentexamen. Hon studerade bland annat teologi vid Lunds universitet och hade sedan unga år närt en längtan till prästbanan. Vid denna tid bjöd konservativa teologer ett massivt motstånd mot kvinnors önskan att bli präster, varför denna framtidsdröm inte kunde infrias.
Efter filosofisk ämbetsexamen 1956 var Rydstedt verksam som folkhögskolelärare, först vid Grundtvigs Højskole i Danmark, därefter vid Eslövs folkhögskola, Västerbergs folkhögskola i Gästrikland och slutligen vid Birkagårdens folkhögskola i Stockholm, där hon också samarbetade med sin make Gustaf Dannstedt. Hela livet upprätthöll hon nära band med Öland, där hon tillbringade somrarna. Efter moderns död övertog hon 1965 gården och föräldrahemmet. 
Rydstedt avled i cancer 1994. Hon ligger begravd på Ventlinge kyrkogård, nära barndomshemmet.

## Författarskap
Rydstedt publicerade tio diktsamlingar, varav den sista utgavs postumt. Under 2018 publiceras en samlingsvolym av dessa samt Anna i Lund, ett verk som innehåller dikter, prosatexter och recensioner från studietiden i Lund.
Den första diktsamlingen, Bannlyst prästinna (1953), publicerades redan under studietiden och präglas av besvikelsen över att vägen till prästbanan var stängd. En av dikterna, ”Utan betyg i exegetik”, är tillägnad de professorer och docenter vid universiteten som kategoriskt hävdade att kvinnliga präster var oförenligt med den kristna läran.
Rydstedt deltog under studietiden i Litterära studentklubben, där hon delade generationsgemenskap med bland andra Majken Johansson, Ingemar Leckius, Göran Printz-Påhlson och Bo Strömstedt. Lundaskolan har blivit ett samlingsnamn för den lyrik som publicerades av gruppen.under denna tid. De finlandssvenska modernisterna gjorde stort intryck.
I de följande diktsamlingarna skapar Rydstedt med en egen röst. Hennes dikter är djupt förankrade i den konkreta verkligheten: det öländska landskapet, bondelivet och sinnliga upplevelser. Trots en skenbar naivitet är de är strängt och medvetet uppbyggda. Bibeltexter och psalmhänvisningar är vanligt förekommande, liksom dialektala uttryck och en burlesk humor. Genom hela författarskapet finns en strävan efter att orientera jaget i världen, "naken och hudlös", och att bemästra en underliggande ångest. Relationen till modern avspeglas i samlingen Jag var ett barn (1970) och återkommer i den postumt utgivna Kore (1994) som utgår från antikens mytologi.
I Anna Smedberg Bondessons avhandling Anna i världen (2004) analyseras Rydstedts diktkonst i sin helhet ur flera perspektiv: Anna i Lund, Anna på Öland, Mamma i världen, Anna under solen och Kore i jorden.
Rydstedts dikter har förblivit aktuella i motsats till flera generationskamraters. År 2016 publicerades antologin 20 röster om Anna Rydstedt. Hennes poesi beskrivs bland annat där av hennes vän och biograf Jan Olov Ullén som "för tillbakadragen och för egenartad" för att få ett egentligt erkännande. Systersonen Rudolf Rydstedt lyfter fram Anna Rydstedts mörkare sidor: ”min moster, en snäll person med glasögon som lyssnade noga och tog allt på för stort allvar.”
På Rydstedts gravsten finns en strof från en av hennes mest kända dikter: "Jag också är född och vuxen till det enda: Att vara Anna i världen".

### Samlade upplagor och urval
- Ett ansikte : dikter i urval. Stockholm: Bonnier. 1983. Libris 7146601. ISBN 9100456160
- Dikter : i redaktion av Göran Sonnevi och Jan Olov Ullén. Stockholm: Bonnier. 2000. Libris 8345257. ISBN 9100573531
- (på kinesiska) Zai shijie shang zuo Anna : Anna Lüdesitaide shixuan. Shanghai: Shanghai wenyi chubanshe. 2001. Libris 8845873. ISBN 7-5321-2170-4. Översättning av valda dikter.
- Veckans Anna Rydstedt : 40 utvalda dikter med personliga kommentarer publicerade i Ölandsbladet 2009-2010 / redaktörer: Marianne Hedelin och Viktoria Bengtsdotter Katz. Göteborg: Anna Rydstedt-sällskapet i samarbete med Ölandsbladet. 2011. Libris 12384961. ISBN 9789163393945
- Samlade dikter. Poesis. Stockholm: Bokförlaget Faethon. 2018. Libris 8h5wj828605sm4xp. ISBN 9789198410839
- Anna i Lund : dikter, prosa, kritik och minnen. Lund: Ellerströms. 2018. Libris 22527382. ISBN 9789172475281
- Anna på Öland : självbiografisk prosa / redigerad och med inledning och kommentarer av Jonas Ellerström. [Ventlinge?]: Anna Rydstedt-sällskapet. 2021. Libris w9cf6wmgtt144h9g
- Tolv omistliga dikter. [Ventlinge?]: Anna Rydstedt-sällskapet. 2021. Libris l024vthzjhmk7c4f

## Priser och utmärkelser
- 1957 – Boklotteriets stipendiat
- 1961 – Albert Bonniers stipendiefond för yngre och nyare författare
- 1964 – Boklotteriets stipendiat
- 1972 – Landsbygdens författarstipendium
- 1976 – De Nios Vinterpris
- 1976 – Gunvor Anérs litteraturpris
- 1978 – Ferlinpriset
- 1979 – Dan Andersson-priset
- 1980 – Årets ölänning
- 1980 – Sveriges Radios Lyrikpris
- 1981 – Stig Carlson-priset
- 1988 – Sten Hagliden-priset
- 1989 – Landsbygdens författarstipendium
- 1993 – Bellmanpriset

## Eftermäle
- Anna Rydstedt-sällskapet bildades 2009 med syfte att verka för ökad kännedom om Anna Rydstedts liv och diktning.[11]